# Hellen Boering
Heleen Aafje (Hellen) Boering (Enschede, 27 juli 1964) is een voormalige Nederlands waterpolospeelster.
Met het Nederlandse team  werd Hellen Boering wereldkampioen in 1991 en nam eenmaal deel aan de Olympische Spelen, in 2000. Ze eindigde met het Nederlands team op de vierde plaats. In de competitie kwam Boering uit voor De Futen, Het Ravijn, Z&PC De Gouwe en Het Y.

## Palmares

### Nederlands team
- 1986:  WK Madrid (Spanje)
- 1987:  EK Straatsburg (Frankrijk)
- 1988:  Wereldbeker
- 1989:  EK Bonn (West-Duitsland)
- 1989:  Wereldbeker
- 1991:  EK Athene (Griekenland)
- 1991:  WK Perth (Australië)

Gillian van den Berg · 
Karla van der Boon · 
Hellen Boering · 
Daniëlle de Bruijn · 
Edmée Hiemstra · 
Karin Kuipers · 
Ingrid Leijendekker · 
Patricia Libregts · 
Mirjam Overdam · 
Heleen Peerenboom · 
Carla Quint · 
Marjan op den Velde · 
Ellen van der Weijden-Bast